# 行均
行均，字广济，辽朝僧人，本于姓。
行均是辽圣宗时僧人，精通音韵，用五年时间编有《龙龛手镜》（《龙龛手鉴》）。《龙龛手镜》中部首字依平、上、去、入四声分为四卷，第一卷九十七部，第二卷六十部，第三卷二十六部，第四卷五十九部，最后一部为杂部。每部之字，依四声次序排列。全书共收二万六千四百多字，注解共十六万三千多字。行均依据当时实际的读音和通用的字体，另作编排，突破了东汉许慎《说文解字》的体例。又多收民间制作的俗字，如不部的歪、甭、孬等字。序言是统和十五年（997年）僧人智光所写。沈括《梦溪笔谈》称赞此书“音韵次序，皆有理法”。宋朝曾在浙西雕板刻印。